# Маргерит Волан (сериал)
Маргери́т Вола́н (фр. Marguerite Volant) — канадский телевизионный мини-сериал, состоящий из одиннадцати 45-минутных серий, основанный на вымышленном рассказе Жака Жакоба и Моник Мессье и транслировавшийся с 26 сентября по 5 декабря 1996 года на канале Radio-Canada.

## Сюжет
В 1763 Людовик XV уступил Новую Францию англичанам по Парижскому договору, с этого момента жизнь бесстрашной Маргерит Волан, младшей дочери лорда Клода Волана, перевернута с ног на голову серией драматических событий. Англичане поселились у нее в поместье, мать Маргерит умерла, шурин был убит, а ее отец покончил жизнь самоубийством. В отчаянии она попыталась застрелить английского капитана, Джеймса Эллиота Чейза, который тайно влюблен в нее. Немедленно арестованная за попытку убийства офицера Его Величества, она решает бежать в сопровождении своего брата.

## В ролях
- Катрин Сенар — Маргерит Волан
- Майкл Сафайя — Джеймс Эллиот Чейз
- Норманд Д’Амур — Лаваль Шевиньи
- Филип Козино — Антуан де Корваль
- Паскаль Бюссьер — Элеонор Волан
- Гилберт Сикотте — Клод Волан
- Стефани Ганьон — Ламбер Волан
- Анжела Кутю — Эжени Бобассен
- Паскаль Монпти — Жанна Летелье
- Пьер Курци — Рено Ларошель
- Бенуа Бриер — Блез Мелансон

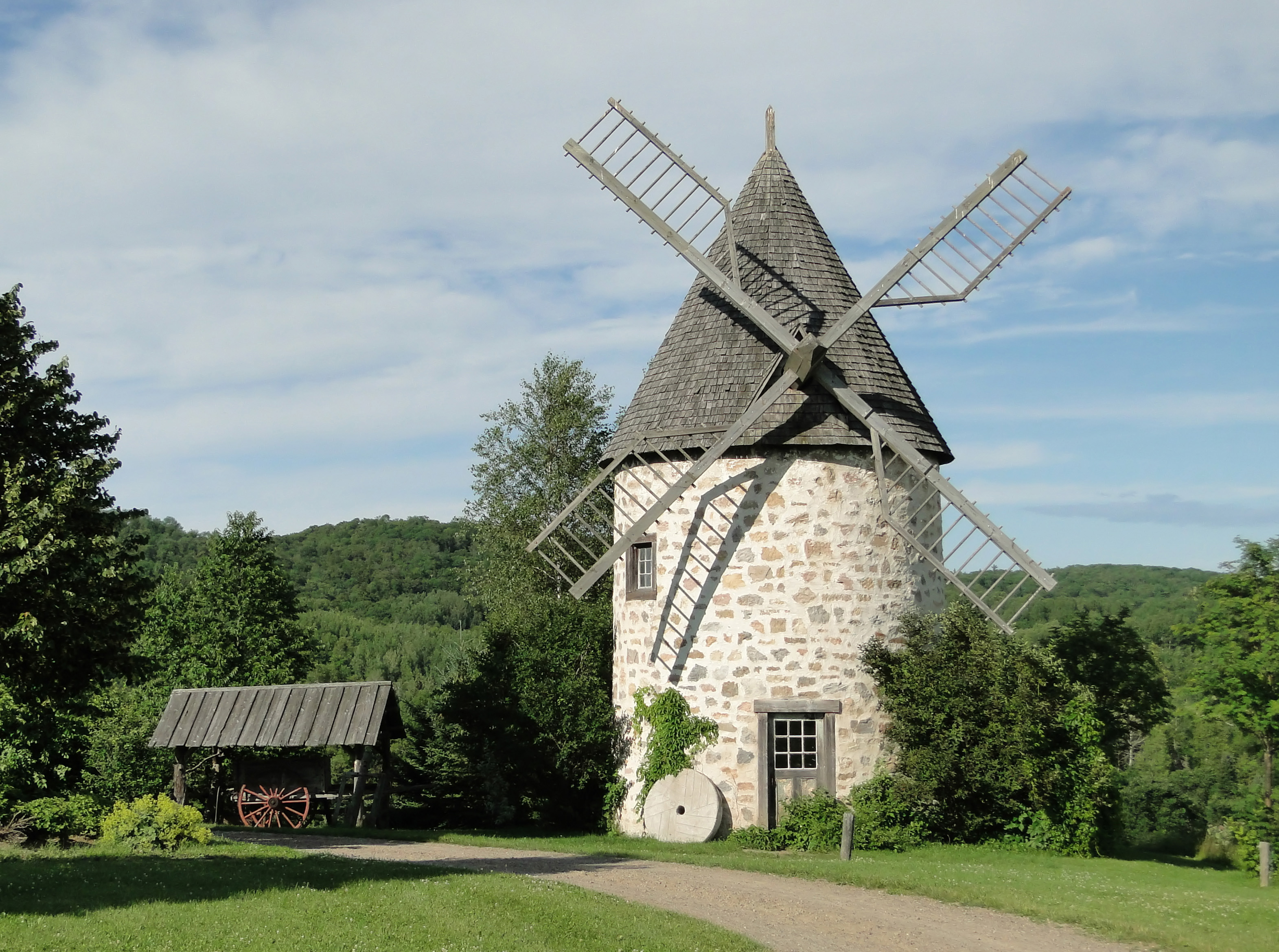
Мельница из мини-сериала.

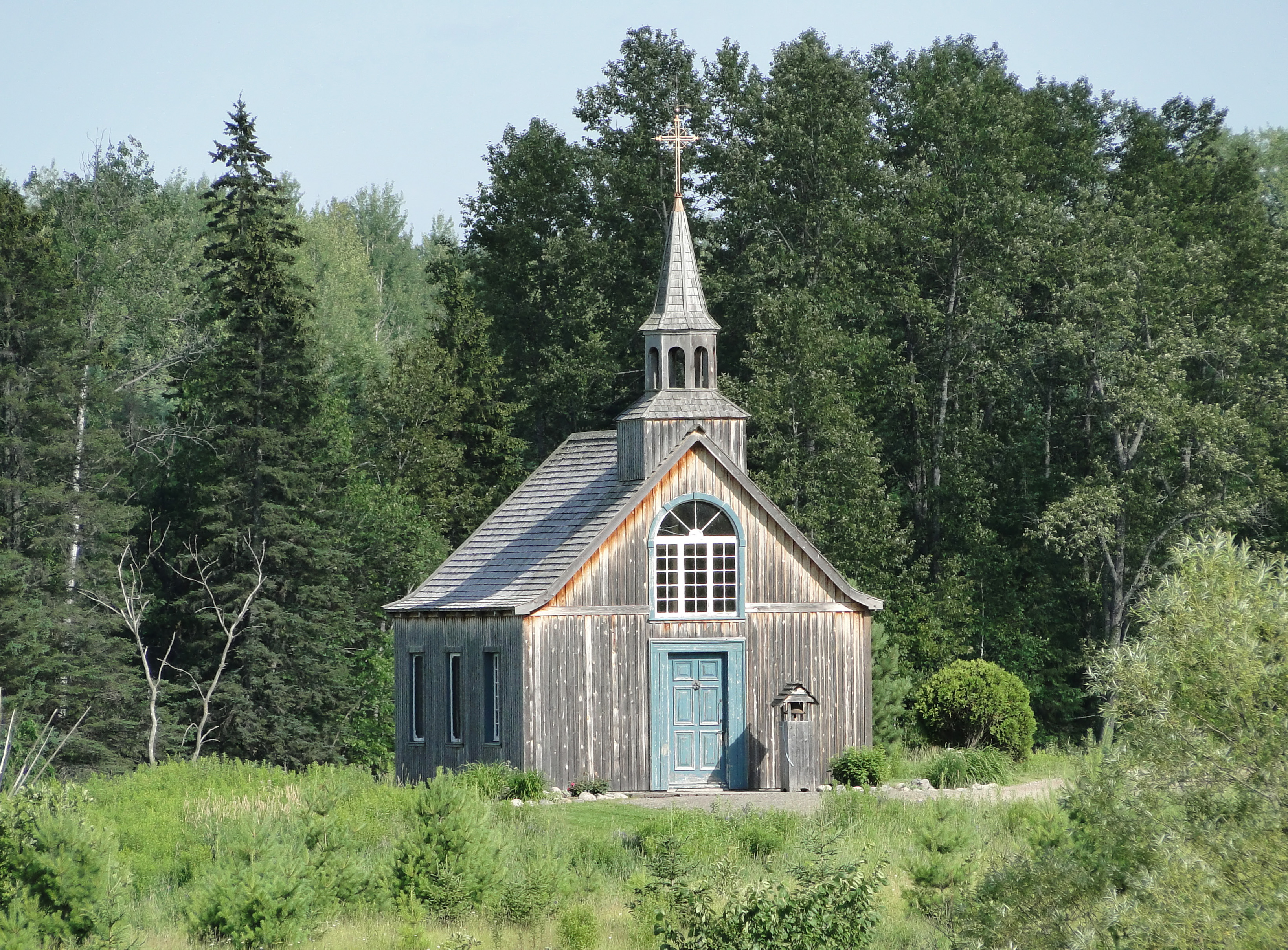
Часовня из мини-сериала.

- Дэвид Френсис — лейтенант Кингсфорд
- Роксана Годетт-Луазо — Марианна Лери
- Мари-Шанталь Пиррон — Симона
- Йен Тюилье — Патрик Магуайер

## Награды
- FIPA 1997:лучший драматический сериал
- Жемо 1997:лучшие декорации, лучший дизайн костюмов.

## Факты
- С 15 ноября 1996 года по 19 октября 1997 года в Музее истории Канады в Монреале прошла выставка «Маргерит Волан: страсти, история и вымысел», основанная на сериале.
- Мини-сериал был продан более чем в 50 странах мира.